# Calamus graminosus
Calamus graminosus är en enhjärtbladig växtart som beskrevs av Carl Ludwig von Blume. Calamus graminosus ingår i släktet Calamus och familjen Arecaceae. Inga underarter finns listade i Catalogue of Life.